# Ambientòleg

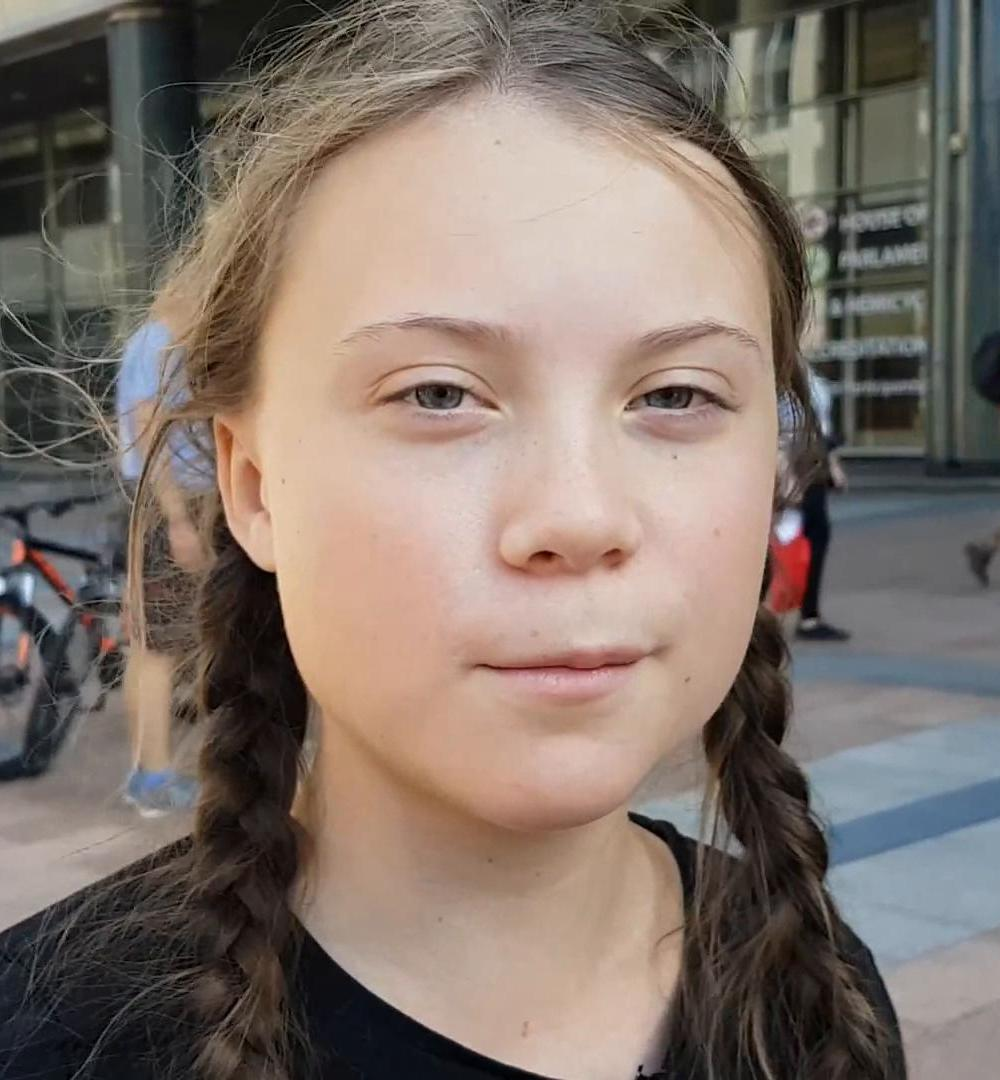
Greta Thunberg, 2018

Un ambientòleg o ecologista és una persona que es preocupa o defensa la protecció del medi ambient.
Es pot considerar una persona partidària dels objectius del moviment ecologista, "un moviment polític i ètic que busca millorar i protegir la qualitat del medi natural mitjançant canvis en les activitats humanes perjudicials per al medi ambient". Un ecologista participa o creu en la filosofia de l'ecologisme. De vegades, es fa referència als ecologistes utilitzant termes informals o despectius com "greenie" i "tree-hugger".
En els darrers anys, no només hi ha ecologistes per al medi natural, sinó també ecologistes per al medi humà. Per exemple, els activistes que demanen "espai verd mental" en desfer-se dels desavantatges d'Internet, la televisió per cable i els telèfons intel·ligents han estat anomenats " info-ecologistes ".